# Eldoret
Eldoret est une ville de l'ancienne province de la vallée du Rift au Kenya. Elle est le chef-lieu du comté d'Uasin Gishu.

## Étymologie
Le nom Eldoret provient du nom massaï eldore signifiant « rivière pierreuse », en référence à la source de la rivière Sosiani qui traverse la ville et alimente le Nil.

## Histoire
Lors de l'élection présidentielle du 27 décembre 2007, le président sortant, Mwai Kibaki, issu de l'ethnie Kikuyu, est déclaré vainqueur. Cette élection est contestée par ses opposants, notamment par Raila Odinga issu de l'ethnie Luo. Des émeutes apparaissent dans le pays.
À Eldoret, une église où s'étaient réfugiés des familles Kikuyus a été brûlée, faisant une trentaine de victimes. Parmi celles-ci figure l'athlète Lucas Sang, qui avait participé aux jeux Olympiques de 1988 avec le relais 4 × 400 mètres. Au lendemain de cet incendie, des milliers de Kikuyus fuient la vallée du Rift.

## Religion
Eldoret est le siège d'un évêché catholique.

## Jumelage
- Bad Vilbel (Allemagne) depuis 1982[4]
- Portsmouth (Virginie) (États-Unis) depuis 1991[5]
- Minneapolis (États-Unis) depuis 2000[6]
- Ithaca (New York) (États-Unis) depuis 2007[7]

## Économie
La route Transafricaine 8 Lagos-Mombasa passe par Eldoret.
La ville d'Eldoret est entourée de terres agricoles de premier plan et elle agit comme un centre commercial pour l'économie du comté de Uasin Gishu. Au niveau agricole, l'horticulture, les productions de céréales et du lait prédominent. La ville est également un centre de production locale avec certaines sociétés comme Raiplywoods, Textiles Rupa, Kenya Pipeline Company, Kenya Co-operative Creameries.
La ville accueille un grand marché. Elle est aussi connue pour l'usine de fromage de Doinyo Lessos, l'Université Moi et son aéroport international d'Eldoret.
Enfin, les coureurs d'Eldoret et sa région ont également contribué de manière significative à l'économie de la ville, notamment en investissant principalement dans les petites entreprises et l'immobilier, à partir de leurs gains dans les courses partout dans le monde. Moses Kiptanui est un porteur d'enjeu dans l'un des plus grands bâtiments Komora qui abrite une grande chaîne de supermarchés et de nombreux bureaux.

## Sport
Son altitude élevée est un avantage pour les athlètes nés dans cette ville, et ce plus spécifiquement pour les athlètes de demi-fond. Parmi les athlètes nés à Eldoret, on trouve Noah Ngeny.
Le double champion olympique Kipchoge Keino a construit après sa carrière l'école primaire Kip Keino, qui sera complétée en 2008 d'une école secondaire. Il crée également un centre d'entraînement, le Centre d'entraînement olympique Kip Keino, qui est également Centre d'entraînement de haut niveau de l'IAAF,.

## Personnalités liées à la commune
- Mike Boit (1949-), athlète spécialiste du demi-fond.
- Philip Boit (1971-),  skieur nordique.
- Noah Ngeny (1978-), champion olympique du 1500 m en 2000.
- Kelvin Kiptum (1999-2024), athlètes.
- Suleiman Kangangi (1988-2022), cycliste.
- Achieng Abura (?-2016), chanteuse.